# Петър Берковски
Петър Иванов Берковски е български националреволюционер, съратник на Васил Левски, общественик.

## Биография
Петър Берковски е роден през 1852 година в град Лом, Османската империя. Син е на Иван Берковски от град Берковица, откъдето произхожда и презимето. Майка му Вълкана Лазарова е от град Лом. В родния си град учи при Кръстю Пишурка и Никола Първанов. В 1865 година заминава да учи в Белградската духовна семинария. Увлечен от идеите на революционно настроената емиграция, се сближава с Васил Левски, Панайот Хитов, Георги Раковски, Ангел Кънчев. Участва във Втората българска легия.
Със стипендия на Антим Видински учи две години в град Табор, Чехия. Поради липса на средства прекъсва образованието си и се прибира в Лом и се опитва да стане учител, но не получава учителско място, поради връзките му с революционната емиграция. Заминава за Цариград, за да моли Антим I да продължи стипендията му, но не успява. Тръгва за Пловдив и по пътя се запознава с хасковския учител Захария Бояджиев, който го убеждава да се отбият в Хасково, къдено е назначен за учител в учебната 1872 – 1873 година. През есента на 1872 година Васил Левски основава Хасковския частен революционен комитет с председател е Петър Берковски. Вследствие на покушението срещу хаджи Ставри Примо комитетът е разкрит и Берковски е осъден на заточение в Диарбекир. Успява да избяга в Русия през 1876 година. Учителствува в Браила (1876 – 1877).
След обявяването на Руско-турската война (1877 – 1878), постъпва като доброволец в Шеста опълченска дружина. Сражава се при Стара Загора и Шипка.
След Освобождението на България се установява да живее в Хасково и се жени за своята годеница Евгения Хаджииванчо Минчева. Удостоен е с първото офицерско звание в Руската императорска армия - прапорщик. Служи в 59-и пехотен Люблянски полк. На 28 май 1879 година е повишен в подпоручик. Берковски е първият окръжен управител на хасковския департамент в периода на Временното руско управление до май 1879 година. За военната му кариера пречка се оказва разстроеното му здраве, което го принуждава да излезе в оставка и по съвет на лекарите заминава на продължителна почивка в град Кан, Южна Франция, след което се завръща в Хасково.
Кмет е на Хасково от 1881 до 1882 година. Оставя спомен за строг и принципен градоначалник. Поради партизански борби напуска кметската длъжност по собствено желание. Жителите на Хасково засвидетелстват признателността си към него, като му поднасят специален благодарствен адрес. На проведените избори в 1882 година за градски съветници, хасковци отново гласуват доверие на Петър Берковски и го избират за кмет на града. В отговор на техния избор Берковски изпраща Отворено писмо отпечатано във вестник „Народний глас“, в което обяснява на своите избиратели причините за своя отказ да заеме кметското място.
След смъртта на съпругата си Евгения заминава за Пловдив, където започва да издава вестник „Съединение“ (1882). Поради несъгласие със сътрудниците си, след няколко броя се оттегля. Активно работи за обединението на Княжество България и Източна Румелия.
Окръжен управител последователно в Ловеч, Оряхово и Лом. След бурните дни на Съединението и Сръбско-българската война се установява в Лом. Здравето му е силно разклатено. Започва да пише своите мемоари „Из възпоминанията ми“, от които успява да завърши само първата част, т.е. до идването си в Хасково. През 1894 година втората му съпруга Еленка Берковска успява да ги издаде през 1894 година.
Умира на 15 март 1892 година в Лом от туберкулоза. Пред смъртта си пише:
„Жал ми е само, че не дочаках решението за съдбата на мила България“.
Неговото име носи село Берковски в община Попово.